# Umspannwerk Sandbreite

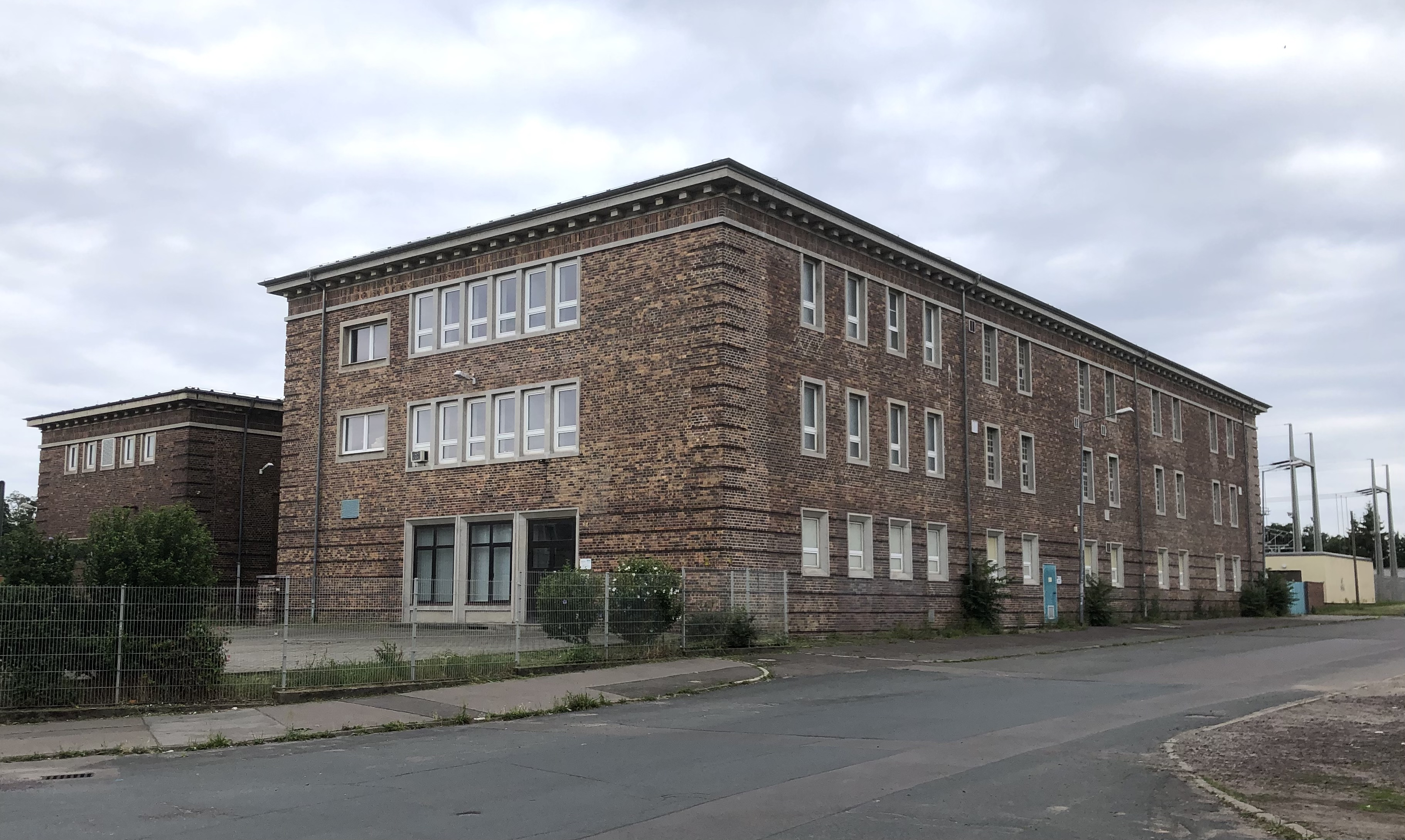
Umspannwerk Sandbreite, 2021

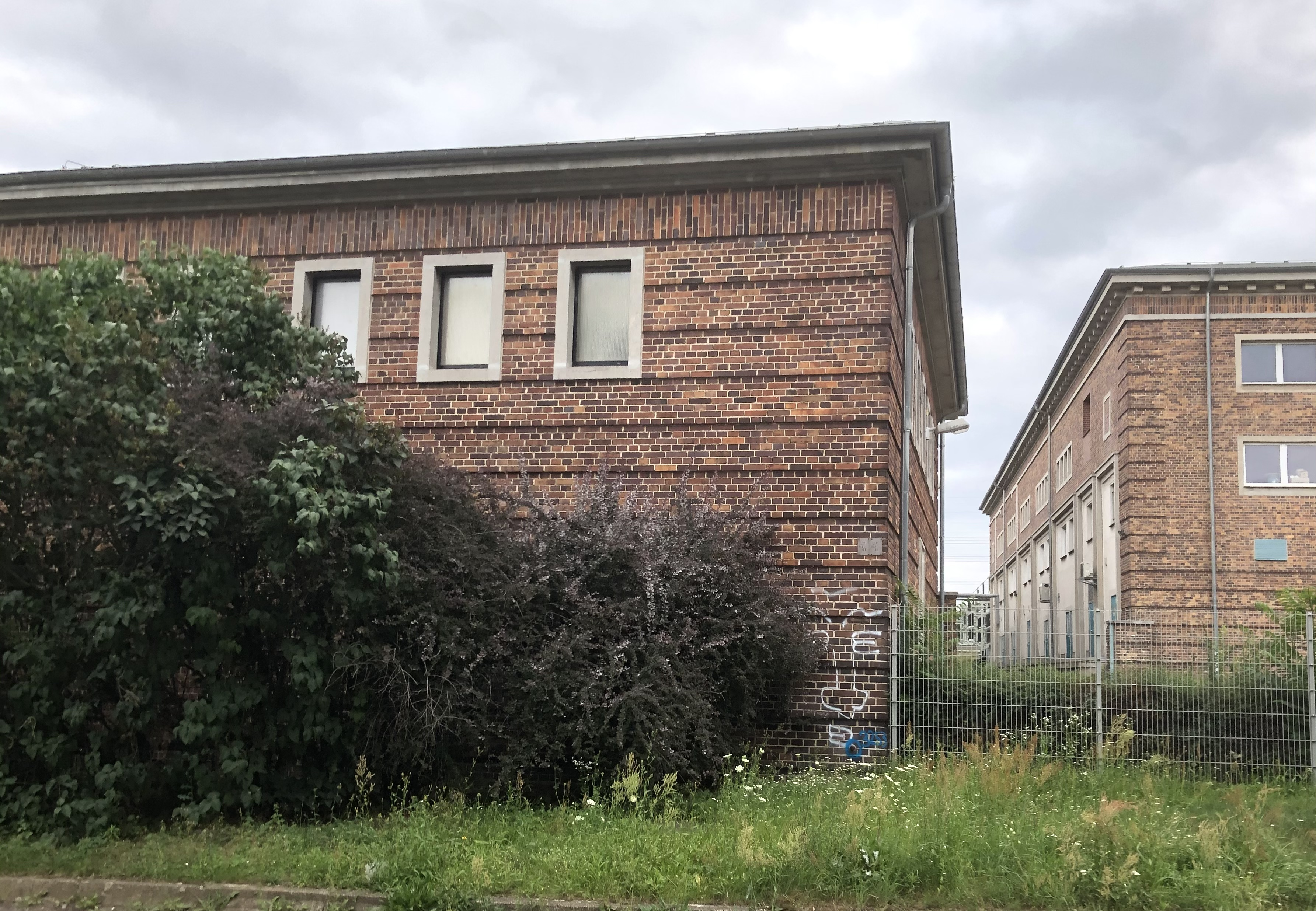
Blick von Norden

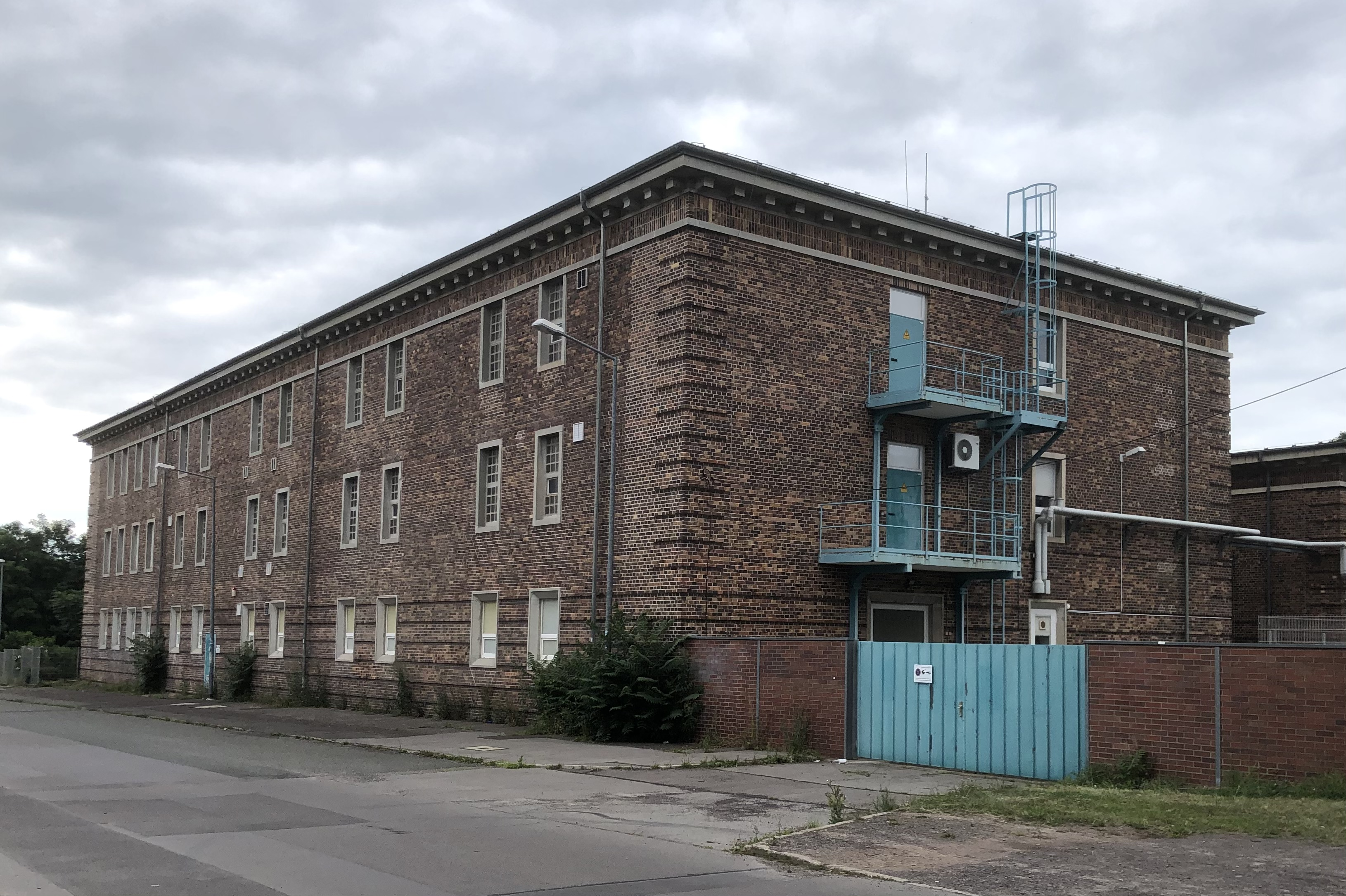
Westseite

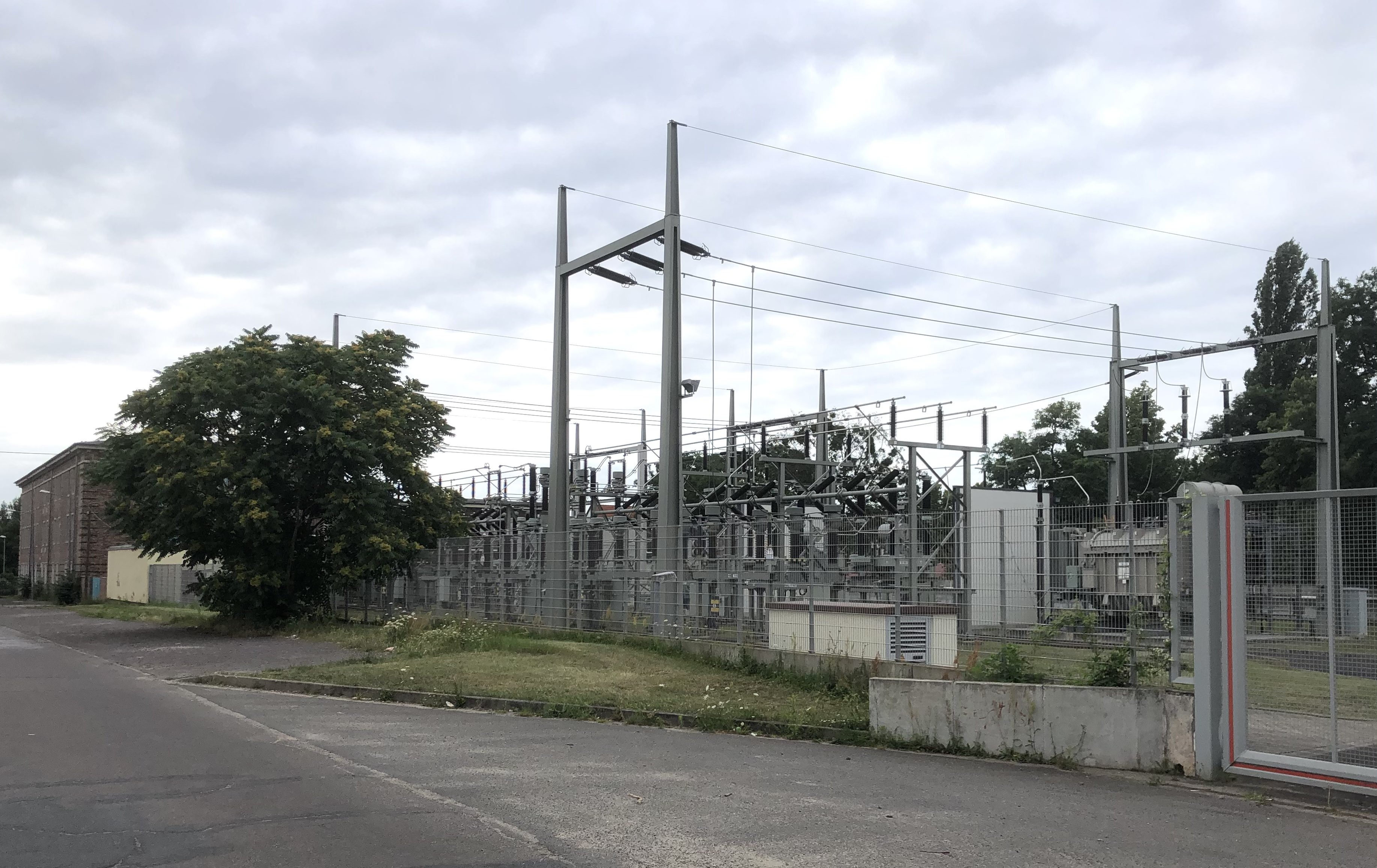
Blick von Südwesten

Das Umspannwerk Sandbreite ist ein denkmalgeschütztes Umspannwerk in Magdeburg in Sachsen-Anhalt.

## Lage
Es befindet sich südlich an der Straße Sandbreite im Magdeburger Stadtteil Buckau in einer Ecklage zur westlich verlaufenden Hettstedter Straße an der Adresse Sandbreite 5.

## Architektur und Geschichte
Das Umspannwerk entstand im Jahr 1942 und diente zur Ergänzung des bereits 1926 weiter nördlich errichteten Umspannwerks Buckau. Es wurden ein Schalthaus für 10 kV und 30/50 kV und eine Gasreglerstation errichtet. Die Gebäude wurden als zwei bis dreigeschossige Klinkerbauten in funktionalen Architekturformen ausgeführt. Sie verfügen über Drempel und etwas vorkragende Flachdächer. Die Traufgesimse ruhen auf Konsolen. Die Fassaden sind durch Ziegelbänder horizontal gegliedert, an den Gebäudeecken besteht eine Eckquaderung. 
Der Gebäudekomplex weist Merkmale der sachlichen Formensprache des Neuen Bauens der 1920er Jahre auf, ist jedoch auch durch traditionalistische Elemente wie Traufgesims und Eckquaderung geprägt, die typisch für die monumentale Architektur in der Zeit der nationalsozialistischen Gewaltherrschaft sind.
Im örtlichen Denkmalverzeichnis ist das Umspannwerk unter der Erfassungsnummer 094 71250 als Baudenkmal verzeichnet.
Das Umspannwerk gilt als Zeugnis der Technik- und Wirtschaftsgeschichte Magdeburgs und steht für die Entwicklung der Strom- und Gasversorgung der Stadt.